# Tagetes lunulata
Tagetes lunulata là một loài thực vật có hoa trong họ Cúc. Loài này được Ortega miêu tả khoa học đầu tiên năm 1797.